# مجموعة أركانة
مجموعة أركانة (بالإنجليزية: Argana Group)‏ هي مجموعة جيولوجيّة من العصر البرمي إلى الترياسي في غرب الأطلس الكبير شمال شرق أكادير، المغرب. تُعرف أحيانًا باسم تكوين الأرغانا، وتحتوي على ثمانية أعضاء جيولوجية مقسمة غالبًا إلى ثلاث تكوينات. وهي تشمل تشكيل إيكاكيرن البرمي المتأخر (الأعضاء T1-T2) ، والترياسي المبكر لتشكيل الكارني (T3-T5)، وتشكيل بيغودين المتأخر من العصر الترياسي (T6-T8). تقع مسارات طيريات الورك جغرافيًا في مراكش. توجد بقايا ومسارات غير محددة من ذوات الأقدام في موقع جغرافي في مراكش.